# Psalm 32
Psalm 32 is een psalm uit Psalmen in de Hebreeuwse Bijbel en een psalm van David.
De psalm begint met de zin "Gelukkig de mens wiens ontrouw wordt vergeven" en wordt daarom tot de boetepsalmen gerekend. In het Nieuwe Testament verwijst Paulus naar vers 1 en 2 in Romeinen 4:7-8, in zijn verklaring van redding door geloof, niet door werken.